# Keren
Keren (antes Cheren) é a segunda maior cidade da Eritreia e fica a noroeste de Asmara. É capital da província de Anseba e lar da tribo Bilen (falantes da língua blin). Em 2005 sua população foi estimada em 86.483 pessoas. A cidade integra diversas tribos, dentre as quais se destacam os dominantes Bilen e Tigrínia. O clima é  quente semidesértico no verão e frio no inverno. É uma das cidades de mais rápido crescimento no país.
A cidade cresceu em torno da ferrovia, hoje destruída, da “Eritrean Railway” que ia até  Asmara. É um importante centro comercial. Há duas escolas de ensino médio na cidade, St. Josephs e Keren. Ali ocorreram  muitas batalhas a na primeira e Segunda Grande Guerras e também na Guerra de Independência da Eritreia. Ali se deu a importante “Batalha de Keren” entre os exércitos Britânico e Italiano em 1941..
Há na cidade a fortaleza egípcia de nome Tigu (século XIX), a capela “St Maryam Dearit” construída dentro do tronco de um baobá, a Estação ferroviária antiga (1930), a antiga mesquite, o Mausoléu de Said Bakri Mausoleum, Os cemitérios dos soldados Britânicos e Italianos e o mercado. A cidade apresenta a arquitetura Art Deco, assim como Asmara, sendo por isso ambas cidades conhecidas na África.
Distritos da cidade:
- Elabered
- Hagaz
- Halhal
- Melbaso

## Cidade irmã
- Trondheim, Noruega

## Leituras adicionais
Em inglês:
- "Hill, Justin" (2002), "Ciao Asmara, A classic account of contemporary Africa". Little, Brown, ISBN 978-0349115269. VSO volunteer's story of Eritrea. Hill lived in Keren for two years
- The Globalist Feature, including an extract from Justin Hill's book, Ciao Asmara.